# Шарифьянов, Вадим Римович
Вадим Римович Шарифьянов (род. 23 декабря 1975, Уфа, РСФСР, Башкирская АССР, СССР) — советский и российский хоккеист.

## Биография
Воспитанник уфимской школы хоккея (тренер — В. И. Воробьёв). В высшем дивизионе дебютировал в сезоне 1992/93 года в составе ХК «Салават Юлаев». За два сезона провёл 90 игр, набрав 20 + 10 очков.
Сезон 1994/95 года играет в составе московских армейцев. В 36 играх набрал 10 очков (7 голов + 3 результативных передачи).
В клубах НХЛ («Нью-Джерси Девилз» и «Ванкувер Кэнакс») провёл 96 игр и набрал 37 очков (16 + 21).
В АХЛ в составе «Олбани Ривер Рэтс» провёл 245 игр, набрал 162 очка (63 + 99).
После возвращения в Россию выступал в Суперлиге. В составе «Лады», «Северстали», «Спартака», «Крыльев Советов», «Металлурга» и петербургского СКА за 4 сезона в 97 играх забил 18 шайб и сделал 11 передач.
Сезон 2004/05 года провёл во втором шведском дивизионе и во французском чемпионате (Лига Магнуса).
После возвращения в Россию с 2005 года выступал в Высшей лиге в составе клубов «Спутник», «Торос» и «Рысь». Заканчивал игровую карьеру в усть-каменогорском «Казцинк-Торпедо».
В 1992-95 годах привлекался в юниорскую и молодёжную сборную. В 33 играх забил 19 шайб и отдал 16 результативных передач. Лидер по количеству игр, проведённых в составе молодёжной сборной (21 игра).

### Семья
Младший брат Максим и сын Савелий (род. 2005) — хоккеисты.

## Достижения
— Серебряный призёр чемпионата Европы среди юниоров (1993) 

 — Бронзовый призёр чемпионата Европы среди юниоров (1992) 

 — Серебряный призёр молодёжного чемпионата мира (1995) 

 — Бронзовый призёр молодёжного чемпионата мира (1994) 

## Тренерская карьера
В 2010—2018 годах работал детским тренером в системе ХК «Салават Юлаев».
В сезоне 2018/19 года — старший тренер нижегородской «Чайки».
С 2020 года — детский тренер омского «Авангарда».